# KFC Lommel SK
El Koninklijke Football Club Lommelse Sportkring (abreviado  KFC Lommel SK) fue un equipo de fútbol belga de la ciudad de Lommel en la provincia de Limburgo. Existió de 1932 a 2003 y tenía el n.º de matrícula 1986 en la Real Asociación Belga de fútbol, que jugó en la Primera División de Bélgica en los años 90. El equipo entró en liquidación en 2003 y se retiró. KVV Overpelt Fabriek y Lommel se fusionaron para formar Koninklijke United Overpelt Lommel, abreviado KVSK United Overpelt-Lommel. El club de fusión se hizo cargo del n° de matrícula 2554 de Overpelt (el número de licencia de Lommel ya no existía debido a la quiebra), pero comenzó a jugar en el estadio de Lommel. Desde 2017, el club de fusión también se llama Lommel SK.

## Historia
Fue fundado en el año 1932 en la ciudad de Lommel con el nombre Lommelsche SK con jugadores provenientes del Lommelsche VV y Strijdlust Lommel, los cuales habían desaparecido poco tiempo antes. El club fue inscrito en la Real Federación Belga de Fútbol con la licencia nº1986. En 1947 cambió su nombre por el de Lommelse SK, y para 1986 lo cambiaron por su nombre más reciente.
El club jugó en las primeras décadas de su existencia en la División llamada Promoción Nacional (luego fue la Tercera, después Cuarta División) o en la división Provincial superior. No fue hasta el año 1987 que lograron llegar por primera vez a la Segunda División de Bélgica, y ganando el título de la liga en 1992, se ganó el derecho a jugar por primera vez en la Primera División de Bélgica, pero descendieron tras ocho temporadas en la máxima categoría. El club incluso llegó a jugar la Intertoto de la UEFA en 1997 y 1998.  
En la temporada 2000/01 el club lograr volver a Primera División de Bélgica, donde se mantuvo hasta que en la temporada 2002/03 fue víctima de la Comisión de Licencias y Regulaciones de la Real Federación Belga de Fútbol, la cual descubrió que el club no había cancelado sus deudas operativas que ascendían a miles de euros, con lo que los jugadores del primer equipo fueron liquidados económicamente y puestos en libertad, provocando que el club disputará la temporada 2002/03 con jugadores del equipo reserva, pero tres partidos antes de que la temporada terminara, el club fue expulsado de la liga, aunque matemáticamente ya había descendido de categoría. La Real Federación Belga de Fútbol decidió borrar los resultados del Lommel esa temporada y no incluirlo en las posiciones finales de la temporada, la matrícula del club nº1986 desapareció, haciendo oficial la desaparición del club.
Finalmente, en 2003 Lommel se fusionó con el club vecino KVV Overpelt Fabriek (n.º de licencia 2554). El número de acciones de Lommel desapareció y el club se fusionó en el nuevo club de fusión KVSK United Overpelt-Lommel. El club fusionado decidió jugar en el estadio de Lommel. El nuevo club fusión arrancó la temporada siguiente en Tercera División.
El club disputó 204 partidos en la Primera División de Bélgica,  de los cuales ganó 72, empató 49 y perdió 83, anotando 264 goles y recibió 313.

## Palmarés
- Copa de Bélgica: finalista (1): 2001
- Copa de la Liga de Bélgica (1): 1998
- Segunda División de Bélgica (2): 1991/92, 2000/01
- Tercera División de Bélgica (1): 1986/87
- Cuarta División de Bélgica (1): 1981

## Participación en competiciones europeas
| Temporada | Competición    | Ronda   | Club                     | Global         | Ida     | Vuelta  |
| --------- | -------------- | ------- | ------------------------ | -------------- | ------- | ------- |
| 1997      | Intertoto UEFA | Grupo 8 | Kongsvinger IL           | 1-1            | 1-1 (F) |         |
|           |                | Grupo 8 | Halmstads BK             | 1-1            | 1-1 (C) |         |
|           |                | Grupo 8 | TPS Turku                | 1-1            | 1-1 (F) |         |
|           |                | Grupo 8 | FK Hajduk Rodić M&B Kula | 3-2            | 3-2 (C) |         |
| 1998      | Intertoto UEFA | 2R      | Torpedo Kutaisi          | 2-2 (g. fuera) | 0-1 (C) | 2-1 (F) |
|           |                | 3R      | Werder Bremen            | 2-5            | 1-3 (C) | 1-2 (F) |